# Kurpis
Kurpis är sotarkårens benämning (knoparmoj) på sin yrkesmössa. Orden korpa  och pirka, båda med betydelsen ”mössa”, kan vara ursprunget till namnet. 
Mössans övre del är ihoprynkad och ihopsydd med ett tygbeklätt mynt (amulett). Den undre delen är ihoprullad. Den drogs förr vid behov ner över ansiktet, och utgjorde i någon mån skydd mot sotet. Förmännen bar traditionsenligt cylinderhatt och markerade därmed att de inte behövde krypa in i rökgångar.